# Очищення води
Очищення води - процес видалення небажаних фізико-хімічних і біологічних складових з водної суспензії і розчинів природного і антропогенного походження. Води до яких застосовують очищення умовно поділяють на природні, стічні і дренажні. Застосування тої чи іншої  технологій очищення визначають саме характеристики складової  водної суспензії чи розчину яку необхідно вилучити. Наразі в нас набув майже суцільного  поширення підхід з визначення тих чи інших технологічних засобів очищення вод, що спирається на  класифікацію домішок і забруднень води за їх фазово-дисперсним станом (суспензія (розмір і властивості домішок),  розчин, то що). Даний підхід було запропоновано на початку 80-х років ХХ сторіччя. Формальну першу масову публікацію такий підхід отримав в роботі Кульського Л.А. та Накорчевскої В.Ф. - Химия воды: Физико-химические процессы об-работки природных и сточных вод. Кульский Л. А., Накорчевекая В. Ф. — К.: Вища школа. Голов¬ное изд-во, 1983.—240 с. В цій роботі було формалізовано принцип класифікації домішок і забруднень води за їх фазово-дисперсним станом. Тобто головна рол відведена дисперсності та агрегативній і кінетичній стійкості частинок.
Існує ряд інших підходів що базуються на дещо інших підходах. Наприклад відповідно до класифікації О. А. Алекіна, природні води поділяються на три класи за переважним аніоном (С-; S-; Cl-) і три групи за переважним катіоном (Na+, Са2+, Mg2+). Кожна група, в свою чергу, характеризується трьома типами вод, що визначаються співвідношенням між іонами.  Дві з них належать до гетерогенних систем, представлених у воді суспензіями, колоїдами, емульсіями і піною. Обов'язковою ознакою гетерогенних систем є існування поверхонь розділу. Дві інші належать до гомогенним системам - речовин, що створює з водою молекулярні та іонні розчини. Чим менше розмір часток дисперсної фази в дисперсійному середовищі, тим більше величина їх питомої міжфазної поверхні і тим сильніше вплив поверхневих явищ на властивості системи.
Існує також цілий ряд інших підходів утворених на дещо відмінних  класифікаціях.
У випадку застосування методів класифікації  Кульського Л.А. для очищення природних вод є рекомендованими методи підготовки води питної якості в залежності від класів джерел водопостачання:
1 класу - вода не вимагає підготовки;
2 класу - відстоювання, фільтрування, знезараження;
3 класу - фільтрування з реагентної обробкою, знезараженням.
Класифікація домішок за їх фазово-дисперсному станом  Кульського Л.А.

| Група                   | Характер домішок                                                      | Розмір частин, см | Структурні системи |
| I Зависі                | Суспензії, емульсії, мікроор-організми, планктон                      | 10−2-10−5         | Гетерогенні        |
| II Колоїдні розчини     | Колоїди, високомолекулярні сполуки, віруси                            | 10−5-10−6         | Гетерогенні        |
| III Молекулярні розчини | Гази, розчинні у воді, органічні речовини, що додають запах і присмак | 10−6-10−7         | Гомогенні          |
| IV Іонні розчини        | Солі, кислоти, основи                                                 | 10−7-10−8         | Гомогенні          |

## Історія
За часів римлян не здійснювалася дезинфекція. Не вживалися заходи по стерилізації, асептиці, антисептиці тощо. Римляни очищували воду лише шляхом її відстоювання. Акведуки були наділені спеціальними резервуарами-відстійниками, у яких вода з плином часу очищувалася від дисперсперсної фази, яка осідала.
У воді з римських акведуків у надлишковій кількості містився свинець, оскільки частина труб, по яким йшла вода, були свинцевими. Постійне вживання такої води призводило до того, що канцерогенний свинець накопичувався у організмі й провокував розвиток ракових захворювань. Як наслідок — тривалість життя римлян не перевищувала 25 років.

## Санітарно-мікробіологічий аналіз води та вибір джерел водопостачання
Санітарно-мікробіологічний аналіз води здійснюється за методичними вказівками (МУ) 2285-81, розроблені міністерством охорони здоров'я СРСР, Інститутом загальної та комунальної гігієни ім. А. Н. Сисіна АМН СРСР.
Вибір джерел для централізованого водопостачання здійснюється відповідно до вимог, встановлених у ДСТУ 4808:2007.
Бактерії Pseudomonas veronii можуть використовуватися для високоточного аналізу чистоти води.

## Мембранне фільтрування - як одна з можливих технологій водопідготовки
Тангенційно-потокове фільтрування — технологічний процес під тиском. Суміш рідини із твердими речовинами контактує із мембраною так, що рідина проходить через мембрану. Потік рідини через мембрану обумовлений градієнтом гідравлічного тиску. У випадку зворотного осмосу й нанофільтрації осмотичний тиск розчину спрямований назустріч фільтраційному тискові. При ультра- й мікрофільтрації осмотичний тиск є дуже малим через велику молекулярну вагу розчинених речовин.
Розчинена речовина, яка не проходить через мембрану, накопичується у тонкому граничному шарі біля поверхні мембрани й призводить до зміни концентрації у напрямку, протилежному фільтрації. Розчинена речовина завдяки градієнту концентрації дифундує через цей граничний шар. Це явище, яке називається концентраційною поляризацією, відіграє важливу роль у всіх різновидах тангенційно-потокового фільтрування, причому механізм дифузії залежить від типу розчиненої речовини.

Схема руху потоків у мембранному фільтрі із зовнішньою фільтруючою поверхнею

Робота мембранного фільтрування оцінюється з точки зору її здатності давати за короткий час великі об'єми фільтрату й ступенем чистоти фільтрату відносно концентрації розчиненої речовини. Для цього застосовються два інверсальних параметри — потік пермеату й кількість відфільтрованої речовини. Потік пермеату {\displaystyle J} визначається як об'єм пермеату, який проходить через одиницю площи мембрани на одиницю часу (л / м2 * год):
{\displaystyle {\text{Потік пермеату(проникність)}}\,J={\frac {\text{Об'єм пермеату}}{{\text{площа мембрани}}\times {\text{час}}}}}
Кількість відфільтрованої речовини визначається як відношення маси розчиненої речовини, затриманої мембраною, до її маси у надходжуваному потоці, й зазвичай виражається у відсотках.
{\displaystyle {\begin{matrix}{\text{Кількість відфільтрованої }}\\{\text{речовини (селективність)}}\times 100\%\end{matrix}}=[1-{\frac {\text{Концентрація речовини у пермеаті}}{\text{Концентрація речовини у початковому потоці}}}]}
Коли об'єм розчину {\displaystyle V} зменшується на {\displaystyle dV} для збільшення його концентрації {\displaystyle C} на {\displaystyle dC} за допомогою мембрани із затримуючою здатністю {\displaystyle \sigma ,} нова концентрація обчислюється по формулі:
{\displaystyle C-dC={\frac {CV-C(1-\sigma )dV}{V-dV}}.}
Після спрощень дане рівняння зводиться до
{\displaystyle {\frac {dC}{C}}=-\sigma {\frac {dV}{V}}.}
Це рівняння можна інтегрувати, коли затримуюча здатність {\displaystyle \sigma } є простою функцією концентрації. Коли затримуюча здатність залишається сталою незалежно від концентрації, отримується наступне рівняння, яке співвідносить об'ємне відношення із концентраційним.
{\displaystyle {\frac {C}{C_{0}}}=({\frac {V_{0}}{V}})^{\sigma }.}
Це рівняння застосовується до так званих «пропорційних» систем концентрації, але шляхом заміни об'ємів {\displaystyle V} та {\displaystyle V_{0}} на витрати {\displaystyle Q} та {\displaystyle Q_{0}} його можна застосовувати й до неперервних систем.

### Матеріали мембран
Основна маса мікрофільтраційних мембран — це полімерні мембрани. При виготовленні мембран шляхом травлення полімерна плівка зазнає впливу випромінювання, яке розриває полімерні ланцюжки, а потім — травлення у хемічній ванні, де пошкоджені області розчиняються. Цим способом роблять мембрани із циліндричними порами, причому діапазон розмірів пор дуже малий (0,01-10 мкм). Це дозволяє використовувати такі мембрани для сепарації мікрочастинок по розмірам, їх концентрування, ультратонкої очистких рідких й газоподібних середових, стерилізації рідин.
Завдяки великому числу пор ({\displaystyle 10^{6}-10^{9}\,} см−2) й малій товщині такі мембрани мають високу пропускну здатність для рідин та газів (до {\displaystyle 10^{2}\,{\text{м}}^{3}/{\text{м}}^{2}\cdot {\text{год}}} та {\displaystyle 3\cdot 10^{4}\,{\text{м}}^{3}/{\text{м}}^{2}\cdot {\text{год}}}).
Для їх виготовлення застосовуються, наприклад, плівки з поліетилентерефталату та інші полімерні матеріали, які є стійкими до впливів.
У роботі мембран важливу роль відіграют матеріали, з яких вони виготовлені, та характеристики їх поверхні. Гідрофільні матеріали (наприклад, ацетат целюлози) менше зазнають засмічення поверхні масляними речовинами, ніж гідрофобні (наприклад, полісульфон). Як високогідрофільний матеріал, який застосовується у мембранах для ультра- й мікрофільтрації, використовують поліакрилонітрил.

## Інші методи
Високі адсорбційні й йонобмінні властивості глауконіту й гідробіотиту обумовлюють застосування їх для очищення й пом'якшення води. Активоване вугілля добре підходить для доочищення води від хлорорганічних сполук, фенолів, пестицидів, нафтопродуктів, сполук тяжких металів тощо (наприклад, вміст ртуті у водах річок знаходиться у приблизних межах {\displaystyle n\cdot 10^{-7}...n\cdot 10^{-6}} г/л ). Ртуть є кумулятивною отрутою (тобто здатна накопичуватися у організмі), яка порушує роботу білків через афінність до сірки. Гранично припустима концентрація ртуті (середньодобова) у питній воді складає 0,0005 мг/м3 . Для очищення води від ртуті може застосовуватися дисульфід молібдену.
Ефективний механізм адсорбції на активному вугіллі пояснюється тим, що атоми вуглецю на поверхні графітоподібних мікрокристалів знаходяться у іншому електронному й енергетичному стані, на відміну від атомів об'ємної фази, особливо у місцях дефектів кристалічної ґратки. Нявність у таких атомів вільних валентностей забезпечує їх хемічну й сорбційну взаємодію із різними речовинами.
Для очищення води можуть застосовуватися наночастинки SFNPs й нанокомпозити SFNCs.
Як сорбційний матеріал може застосовуватися шкірка волоського горіху.

## Проблема біоплівок
Кінцеві метаболіти бактерій — екзополісахариди, екзоліпополісахариди, карбонові кислоти, ферменти тощо, сприяють деструкції захисних матеріалів й обростанню колоніями бактерій («біоплівками») систем водопостачання.

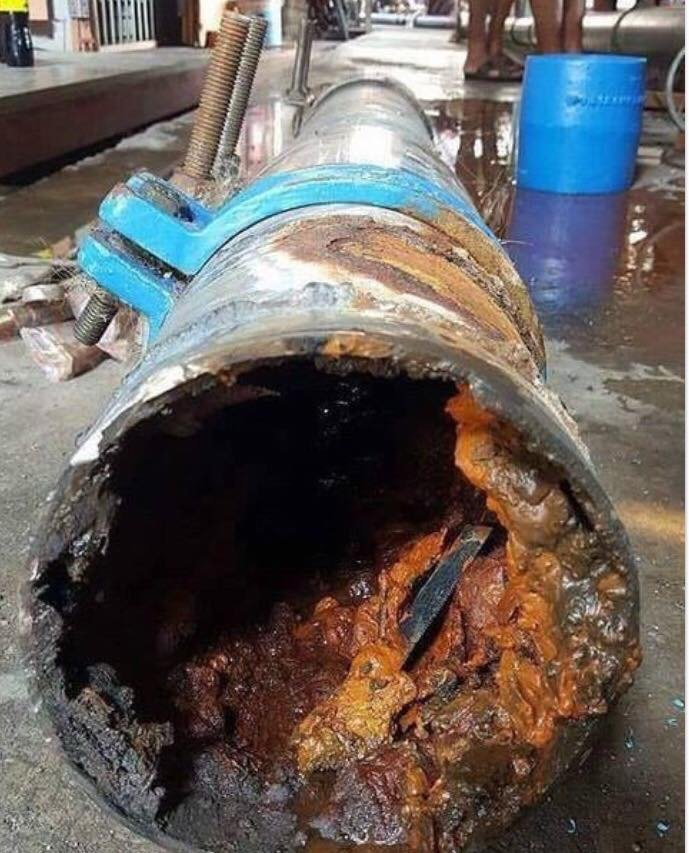
Біоплівки у трубі

Для подолання проблеми наростання біоплівок й отруєння води продуктами життєдіяльності мікроорганізмів можуть застосовуватися антибактеріальні покриття. Встановлено, що серед досліджених антисептиків найкращими біоцидними властивостями наділені титан й аміновмісткі сполуки. Проблему адгезії (прилипання до внутрішньої поверхні труби) мікроорганізмів можуть вирішити ліофобні добавки до наношуваних покриттів (типу сажі).